# Arrondissement di Port-au-Prince
L'arrondissement di Port-au-Prince è un arrondissement di Haiti facente parte del dipartimento dell'Ovest. Il capoluogo è Port-au-Prince.

## Geografia antropica

### Suddivisioni amministrative
L'arrondissement di Port-au-Prince comprende 8 comuni:
- Port-au-Prince
- Cité Soleil
- Carrefour
- Delmas
- Gressier
- Kenscoff
- Pétion-Ville
- Tabarre